# Shinto Yoshida
Le shintō Yoshida (吉田神道), souvent aussi appelé shinto Yuiitsu (唯一神道, « seul et unique shinto ») est une importante secte du shintoïsme qui apparaît à la période Sengoku grâce à l'enseignement et aux œuvres de Yoshida Kanetomo. La secte est à l'origine un effort pour organiser les enseignements shinto en une structure cohérente afin d'affirmer son autorité vis-à-vis du bouddhisme. À l'époque d'Edo, le shinto Yoshida continue à dominer le discours shintō et influence des penseurs néo-confucéens tels que Hayashi Razan et Yamazaki Ansai dans la formulation d'une doctrine shinto néo confucéenne (shūgō shinju (神儒習合, « syncrétisme shinto-confucéen »). La domination du shinto Yoshida rivalise avec celle du shintō Ise.

## Doctrine
Le shinto Yoshida renverse l'enseignement honji suijaku du Ryobu shintô promulgué par Saichô fondateur du tendai à l'époque de Heian, affirmant que les divinités bouddhistes sont des manifestations des kami shinto et non l'inverse. Le shinto Yoshida pose que le shinto est la religion primitive du monde, qui à son tour a donné naissance au bouddhisme et au confucianisme.  Toutefois, le shinto est non seulement la source de la création, mais aussi la source de tous les principes dans le monde. En ce sens, le shinto est considéré comme une essence ou énergie divine plutôt que comme un enseignement. Cette essence est présente dans tous les êtres à la naissance, mais obscurcie par les misérables désirs et besoins, ce qui empêche l'homme de s'aligner de lui-même avec la Voie des Dieux. 
Parmi les principes éthiques du shinto Yoshida, le shōjō (清浄, « pureté ») et le makoto (誠, « sincérité ») possèdent une grande signification au sein de la secte. Ces vertus principales sont liées à des rites shinto bien connus comme les cérémonies de purification harae ou misogi. Le shinto Yoshida redéfinit et repense ces rites traditionnels d'une façon empruntée au bouddhisme vajrayāna. En outre, ses doctrines sont formulées dans le discours elliptique du bouddhisme ésotérique, ce qui a du sens uniquement en combinaison avec la pratique rituelle. Les rites prennent une signification non seulement comme forme extérieure de la pureté, mais comme moyens pour atteindre la pureté intérieure et ainsi cultiver les vertus nécessaires vers le makoto. Ces concepts sont peut-être liés au salut bouddhiste mais contrairement au bouddhisme, le shintoïsme Yoshida rejette le célibat et l'idée que la vie humaine mène toujours à la souffrance. Il n'y a cependant aucune conception claire de l'au-delà.
Le shinto Yoshida est une tradition ésotérique aussi en termes d'organisation sacerdotale en ce qu'il se compose de plusieurs rangs obtenus par des initiations secrètes, le rang le plus élevé étant accordé à un seul homme à la fois, qui porte le nom de famille Yoshida. Dans les cas où un héritier approprié fait défaut, il en est adopté un.

## Histoire
En dépit de leur supposée ancienneté, les doctrines Yoshida sont créées par Yoshida Kanetomo (1435–1511) qui sert la cour impériale au département des affaires shinto. Le shinto Yoshida gagne en importance au cours de l'époque Azuchi Momoyama, lorsque la famille participe à la déification de Toyotomi Hideyoshi et renforce son influence au cours de l'époque d'Edo sous Yoshikawa Koretaru (1616–94), un descendant Yoshida (mais pas un membre de la famille) avec d'excellents contacts avec les élites dirigeantes à Edo. Koretaru est probablement la force motrice derrière le fait que les Yoshida sont décrétés de facto superviseurs de tous les sanctuaires shintoïstes mineurs dans les « Règlements officiels pour les prêtres des sanctuaires » (Shosha negi kannushi hatto 諸社禰宜神主法度) de 1665. Plus tard cependant, Koretaru créé sa propre version du shinto (shinto Yoshikawa) en mettant l'accent sur la réflexion personnelle et sur la nature de la relation entre les kami et l'homme, ainsi que sur le rôle de l'homme dans la société (avec un accent sur la relation seigneur-vassal commune au cours de cette période).
Les premiers érudits néo-confucéens au Japon comme Hayashi Razan et Yamazaki Ansai rencontrent probablement le shinto Yoshida pendant leur temps en tant que prêtres bouddhistes, lorsque les conférences par des prêtres shinto Yoshida invités sont chose commune. Cependant, lorsque les enseignements néo-confucéens prennent plus tard de l'importance, ces penseurs formulent leurs propres théories et doctrines sur la relation entre le confucianisme et le shintoïsme et critiquent le shinto Yoshida pour être influencé par le bouddhisme. Néanmoins, le vocabulaire et les idées du Yoshida se trouvent encore dans leurs écrits.  Cette tendance se poursuit jusqu'à l'avènement de l'enseignement national qui vise à séparer le shinto à la fois du bouddhisme et du confucianisme et à ainsi développer un discours entièrement nouveau sur les kami natifs.
En termes d'histoire institutionnelle, le shinto Yoshida est dominant jusqu'à la période Edo, mais décroît rapidement au cours du XIXe siècle pour ne laisser pratiquement aucune trace dans le culte contemporain des sanctuaires japonais. La collection de textes anciens de la famille Yoshida constitue cependant toujours l'une des plus importantes sources du shinto. Une grande partie en est désormais conservée à la bibliothèque centrale de Tenri dans la préfecture de Nara.

## Source de la traduction
- (en) Cet article est partiellement ou en totalité issu de l’article de Wikipédia en anglais intitulé « Yoshida Shintō » (voir la liste des auteurs).